# 准三宮
准三宮，又稱准三后、准后等等，是日本過去授予皇族、貴族的一種榮銜。在明治維新以前，皇后、皇太后、太皇太后合稱「三宮」，准三宮即指人臣之待遇相當於三宮者。
871年，清和天皇下詔賜予其外祖父藤原良房准三宮，給予年官、年爵、封戶、隨身兵仗，這是准三宮之始。年官指諸國之椽一人、目一人、史生三人；年爵指從五位一人。
其後藤原基經亦獲准三宮，使這一個榮銜制度化。此榮銜常頒與天皇母家之外戚、內親王，或是出家的后妃、女院、法親王等。日本南北朝時期，北畠親房是第一個皇室與外戚以外的身份而獲頒此榮銜者。

## 准列表
| 宣下日期                                 | 时任天皇 | 授予者                   | 出身、地位                                                             | 備考                                                                     |
| ---------------------------------------- | -------- | ------------------------ | ---------------------------------------------------------------------- | ------------------------------------------------------------------------ |
| 貞観13(871)年4月10日                     | 清和     | 藤原良房                 | 藤原冬嗣子嗣、摄政太政大臣                                             | 准三宮授于最先例                                                         |
| 元慶6(882)年2月1日                       | 陽成     | 藤原基經                 | 藤原長良子嗣、摄政太政大臣                                             | 仁和4(888)年再宣下                                                       |
| 天慶2(939)年2月28日                      | 朱雀     | 藤原忠平                 | 藤原基經子嗣、摄政太政大臣                                             |                                                                          |
| 天暦8(954)年3月18日                      | 村上     | 康子内親王               | 醍醐天皇皇女、藤原師輔妻室                                             | 内親王授准三宮最先例                                                     |
| 天禄3(972)年12月16日                     | 圓融     | 資子内親王               | 村上天皇皇女                                                           |                                                                          |
| 貞元2(977)年11月4日                      | 圓融     | 藤原兼通                 | 藤原師輔子嗣、関白太政大臣                                             |                                                                          |
| 永観2(984)年12月1日                      | 花山     | 惠子女王                 | 代明親王王女、藤原伊尹妻室 藤原懐子（花山天皇生母）之母                |                                                                          |
| 寛和2(986)年8月25日                      | 一條     | 藤原兼家                 | 藤原師輔子嗣、摄政前右大臣                                             | 正暦元(990)年再宣下                                                      |
| 寛弘4(1007)年1月20日                     | 一條     | 脩子内親王               | 一條天皇皇女                                                           |                                                                          |
| 寛弘8(1011)年6月2日                      | 一條     | 敦康親王                 | 一條天皇皇子                                                           | 親王授准三宮最先例 俗家親王授准三宮唯一例                                |
| 長和4(1015)年12月27日                    | 三條     | 禎子内親王（陽明門院）   | 三條天皇皇女、後朱雀天皇皇后 後三條天皇之生母                          | 長暦元(1037)年立后 治暦5(1069)年院号宣下                                 |
| 長和5(1016)年6月10日                     | 後一條   | 藤原道長                 | 藤原兼家子嗣、摄政左大臣 一条、後一條、三条天皇外祖父                  | 寛仁3(1019)年再宣下                                                      |
| 長和5(1016)年6月10日                     | 後一條   | 源倫子                   | 源雅信女、藤原道長妻室 一条、後一條、三条天皇外祖母                    | 非天皇后妃、非皇族女性授准三宮最先例                                     |
| 長元3(1030)年11月20日                    | 後一條   | 章子内親王（二條院）     | 後一條天皇皇女、後冷泉天皇皇后                                         | 永承元(1046)年立后 延久6(1074)年院号宣下                                 |
| 長元4(1031)年12月16日                    | 後一條   | 馨子内親王               | 後一條天皇皇女、後三條天皇皇后                                         | 延久元(1069)年立后                                                       |
| 長暦4(1040)年11月23日                    | 後朱雀   | 祐子内親王               | 後朱雀天皇皇女                                                         |                                                                          |
| 寛徳2(1045)年1月10日                     | 後朱雀   | 良子内親王               | 後朱雀天皇皇女                                                         |                                                                          |
| 時期不明（永承5(1050)-天喜元(1053)之間） | 後冷泉   | 藤原生子                 | 藤原教通女、後朱雀天皇女御                                             |                                                                          |
| 永承6(1051)年7月10日                     | 後冷泉   | 藤原歡子                 | 藤原教通女、後冷泉天皇皇后                                             | 治暦4(1068)年立后                                                        |
| 治暦3(1067)年10月7日                     | 後冷泉   | 藤原頼通                 | 藤原道長子嗣、関白前太政大臣                                           |                                                                          |
| 延久元(1069)年6月19日                    | 後三條   | 聰子内親王               | 後三條天皇皇女                                                         |                                                                          |
| 延久4(1072)年12月1日                     | 後三條   | 源基子                   | 源基平女、後三條天皇女御 白河天皇皇太子實仁親王之生母                  |                                                                          |
| 承保2(1075)年12月28日                    | 白河     | 藤原道子                 | 藤原能長女、白河天皇女御                                               |                                                                          |
| 承暦2(1078)年3月16日                     | 白河     | 媞子内親王（郁芳門院）   | 白河天皇皇女、堀河天皇准母                                             | 寛治5(1091)年尊称皇后 寛治7(1093)年院号宣下                              |
| 承暦3(1079)年8月17日                     | 白河     | 篤子内親王               | 後三條天皇皇女、堀河天皇皇后                                           | 寛治7(1093)年立后                                                        |
| 永保3(1083)年頃                          | 白河     | 師明親王（性信入道親王） | 三條天皇皇子、仁和寺御室                                               | 僧侶授准三宮最先例                                                       |
| 應徳元(1084)年11月14日                   | 白河     | 令子内親王               | 白河天皇皇女、鳥羽天皇准母                                             | 嘉承2(1107)年尊称皇后                                                    |
| 寛治元(1087)年4月12日（固辞）            | 堀河     | 藤原師實                 | 藤原頼通子嗣、摄政前左大臣                                             |                                                                          |
| 康和元(1099)年10月20日                   | 堀河     | 善子内親王               | 白河天皇皇女                                                           |                                                                          |
| 康和元(1099)年10月20日                   | 堀河     | 禛子内親王               | 白河天皇皇女                                                           |                                                                          |
| 保安3(1122)年8月24日                     | 鳥羽     | 禧子内親王               | 鳥羽天皇皇女                                                           |                                                                          |
| 時期不明                                 | ?        | 妍子内親王               | 鳥羽天皇皇女                                                           | 《皇胤绍运录》中有准后的注解                                             |
| 大治2(1127)年4月6日                      | 崇徳     | 統子内親王（上西門院）   | 鳥羽天皇皇女 後白河天皇准母                                            | 保元3(1158)年尊称皇后 平治元(1159)年院号宣下                             |
| 長承3(1134)年3月2日                      | 崇徳     | 藤原泰子（高陽院）       | 藤原忠實女、鳥羽天皇皇后                                               | 同年立后 保延5(1139)年院号宣下                                           |
| 保延3(1137)年4月12日                     | 崇徳     | 叡子内親王               | 鳥羽天皇皇女                                                           |                                                                          |
| 保延6(1140)年6月5日                      | 崇徳     | 藤原忠實                 | 藤原師通子嗣、前関白太政大臣                                           |                                                                          |
| 保延7(1141)年3月7日                      | 崇徳     | 藤原得子                 | 藤原長實女、鳥羽天皇皇后 近衞天皇之生母                                | 同年立后 久安5(1149)年院号宣下                                           |
| 久安2(1146)年4月16日                     | 近衞     | 暲子内親王（八條院）     | 鳥羽天皇皇女 二條天皇准母                                              | 應保元(1161)年院号宣下                                                   |
| 久安5(1149)年10月16日                    | 近衞     | 藤原宗子                 | 藤原宗通女、藤原忠通妻室 藤原聖子（崇徳天皇皇后）之母                  |                                                                          |
| 久安6(1150)年1月22日                     | 近衞     | 藤原全子                 | 藤原俊家女、藤原師通妻室 藤原忠實之母                                  |                                                                          |
| 保元2(1157)年1月23日                     | 後白河   | 姝子内親王（高松院）     | 鳥羽天皇皇女、二條天皇皇后                                             | 保元4(1159)年立后 應保2(1162)年院号宣下                                  |
| 仁安2(1167)年11月18日                    | 六條     | 平盛子                   | 平清盛女、近衞基實妻室 高倉天皇准母                                    |                                                                          |
| 治承4(1180)年6月10日                     | 安徳     | 平清盛                   | 平忠盛子嗣、前太政大臣 安徳天皇外祖父                                  |                                                                          |
| 治承4(1180)年6月10日                     | 安徳     | 平時子                   | 平時信女、平清盛妻室 安徳天皇外祖母                                    |                                                                          |
| 治承5(1181)年2月17日                     | 安徳     | 藤原通子                 | 藤原基實女、高倉天皇後宮 安徳天皇准母                                  |                                                                          |
| 文治5(1189)年11月19日                    | 後鳥羽   | 式子内親王               | 後白河天皇皇女                                                         |                                                                          |
| 文治5(1189)年12月5日                     | 後鳥羽   | 覲子内親王（宣陽門院）   | 後白河天皇皇女                                                         | 建久2(1191)年院号宣下                                                    |
| 建久元(1190)年4月19日                    | 後鳥羽   | 藤原殖子（七條院）       | 藤原信隆女、高倉天皇典侍 後高倉院守貞親王之生母                        | 元久元(1204)年院号宣下                                                   |
| 建久6(1195)年10月22日                    | 後鳥羽   | 範子内親王（坊門院）     | 高倉天皇皇女 土御門天皇准母                                            | 建久9(1198)年尊称皇后 建永元(1206)年院号宣下                             |
| 建久7(1196)年4月16日                     | 後鳥羽   | 昇子内親王（春華門院）   | 後鳥羽天皇皇女                                                         | 承元2(1208)年尊称皇后 承元3(1209)年院号宣下                              |
| 正治元(1199)年12月13日                   | 土御門   | 源在子（承明門院）       | 能圓女、源通親養女、後鳥羽天皇後宮、土御門天皇之生母                   | 建仁2(1202)年院号宣下                                                    |
| 元久元(1204)年6月23日                    | 土御門   | 肅子内親王               | 後鳥羽天皇皇女                                                         |                                                                          |
| 元久元(1204)年6月23日                    | 土御門   | 禮子内親王（嘉陽門院）   | 後鳥羽天皇皇女                                                         | 建保2(1214)年院号宣下                                                    |
| 承元元(1207)年6月7日                     | 土御門   | 藤原重子（修明門院）     | 藤原範季女、後鳥羽天皇後宮 順徳天皇之生母                              | 同年院号宣下                                                             |
| 建保6(1218)年2月14日                     | 順徳     | 煕子内親王               | 後鳥羽天皇皇女                                                         |                                                                          |
| 承久4(1222)年4月13日                     | 後堀河   | 藤原陳子（北白河院）     | 藤原基家女、後高倉院守貞親王妃 後堀河天皇之生母                        | 同年院号宣下                                                             |
| 寛喜元(1229)年4月2日                     | 後堀河   | 利子内親王（式乾門院）   | 後高倉院守貞親王王女 四條天皇准母                                      | 天福元(1233)年尊称皇后 延應元(1239)年院号宣下                            |
| 貞永元(1232)年12月27日                   | 四條     | 藤原掄子                 | 西園寺公經女、九條道家妻室 藤原竴子（四條天皇生母）之母                |                                                                          |
| 文暦2(1235)年2月3日                      | 四條     | 暐子内親王               | 後堀河天皇皇女                                                         |                                                                          |
| 嘉禎2(1236)年12月7日                     | 四條     | 諦子内親王（明義門院）   | 順徳天皇皇女                                                           | 同年院号宣下                                                             |
| 嘉禎4(1238)年3月25日                     | 四條     | 近衞家實                 | 近衞基通子嗣、前関白太政大臣                                           |                                                                          |
| 嘉禎4(1238)年4月24日                     | 四條     | 九條道家                 | 九條良經子嗣、前関白左大臣                                             |                                                                          |
| 延應元(1239)年7月27日                    | 四條     | 法助                     | 九條道家子嗣、仁和寺御室                                               |                                                                          |
| 仁治3(1242)年12月18日                    | 後嵯峨   | 藤原彦子（宣仁門院）     | 藤原教實女、四條天皇女御                                               | 仁治4(1243)年院号宣下                                                    |
| 寛元元(1243)年4月27日                    | 後嵯峨   | 覺子内親王（正親町院）   | 土御門天皇皇女                                                         | 同年院号宣下                                                             |
| 寛元元(1243)年7月24日                    | 後嵯峨   | 暉子内親王（室町院）     | 後堀河天皇皇女                                                         | 同年院号宣下                                                             |
| 建長3(1251)年11月13日                    | 後深草   | 禯子内親王（永安門院）   | 順徳天皇皇女                                                           | 同日院号宣下                                                             |
| 時期不明（建長年間1249-1256）            | ?        | 平棟子                   | 平棟基女、後嵯峨天皇典侍                                               |                                                                          |
| 建長6(1254)年7月26日                     | 後深草   | 藤原貞子                 | 四條隆衡女、西園寺實氏妻室 後深草、亀山天皇外祖母                      |                                                                          |
| 建長8(1256)年2月7日                      | 後深草   | 體子内親王（神仙門院）   | 後堀河天皇皇女、後嵯峨天皇後宮                                         | 同日院号宣下                                                             |
| 弘長元(1261)年3月8日                     | 亀山     | 義子内親王（和徳門院）   | 仲恭天皇皇女                                                           | 同日院号宣下                                                             |
| 弘長3(1263)年7月27日                     | 亀山     | 綜子内親王（月華門院）   | 後嵯峨天皇皇女                                                         | 同日院号宣下                                                             |
| 文永4(1267)年6月26日                     | 亀山     | 愷子内親王               | 後嵯峨天皇皇女                                                         |                                                                          |
| 文永12(1275)年2月22日                    | 後宇多   | 藤原位子（新陽明門院）   | 近衞基平女、亀山天皇女御                                               | 同年院号宣下                                                             |
| 弘安7(1284)年2月28日                     | 後宇多   | 悦子内親王（延政門院）   | 後嵯峨天皇皇女                                                         | 同日院号宣下                                                             |
| 正應元(1288)年12月16日                   | 伏見     | 藤原愔子（玄輝門院）     | 洞院實雄女、後深草天皇後宮 伏見天皇之生母                              | 同日院号宣下                                                             |
| 正應2(1289)年12月10日                    | 伏見     | 懌子内親王（五條院）     | 後嵯峨天皇皇女、亀山天皇後宮                                           | 同日院号宣下                                                             |
| 正應3(1290)年1月19日                     | 伏見     | 藤原相子                 | 西園寺公相女、後深草天皇後宮                                           |                                                                          |
| 正應4(1291)年4月6日                      | 伏見     | 久子内親王（永陽門院）   | 後深草天皇皇女                                                         | 永仁2(1294)年院号宣下                                                    |
| 永仁2(1294)年2月29日                     | 伏見     | 媖子内親王（陽徳門院）   | 後深草天皇皇女                                                         | 正安4(1302)年院号宣下                                                    |
| 永仁3(1295)年8月15日                     | 伏見     | 譽子内親王（章義門院）   | 伏見天皇皇女                                                           | 徳治2(1307)年院号宣下                                                    |
| 永仁4(1296)年8月11日                     | 伏見     | 憙子内親王（昭慶門院）   | 亀山天皇皇女                                                           | 同日院号宣下                                                             |
| 永仁5(1297)年12月28日                    | 伏見     | 永子内親王（章善門院）   | 後深草天皇皇女                                                         | 延慶2(1309)年院号宣下                                                    |
| 正安3(1301)年3月19日                     | 後二條   | 藤原瑛子（昭訓門院）     | 西園寺實兼女、亀山天皇後宮 常磐井宮恒明親王之生母                      | 同日院号宣下                                                             |
| 正安3(1301)年7月20日                     | 後二條   | 藤原忠子（談天門院）     | 藤原忠繼女、藤原師繼養女、後宇多天皇典侍、後醍醐天皇之生母             | 文保2(1318)年院号宣下                                                    |
| 正安4(1302)年1月20日                     | 後二條   | 瑞子女王（永嘉門院）     | 宗尊親王王女、後宇多天皇後宮                                           | 同日院号宣下                                                             |
| 嘉元元(1303)年12月14日                   | 後二條   | 道玄                     | 二條良實子嗣、青蓮院門跡                                               |                                                                          |
| 時期不明                                 | ?        | 掄子女王                 | 宗尊親王王女、後宇多天皇後宮                                           |                                                                          |
| 時期不明                                 | ?        | 道瑜                     | 二條良實子嗣、法住寺門跡                                               |                                                                          |
| 延慶元(1308)年12月2日                    | 花園     | 源基子（西華門院）       | 久我具守女、久我基具養女、後宇多天皇後宮、後二條天皇之生母             | 同日院号宣下                                                             |
| 延慶2(1309)年6月27日                     | 花園     | 璹子内親王（朔平門院）   | 伏見天皇皇女                                                           | 同日院号宣下                                                             |
| 時期不明（延慶年間1308-1311）            | 花園     | 藤原經子                 | 五辻經氏女、伏見天皇典侍 後伏見天皇之生母                              |                                                                          |
| 延慶2(1309)年1月13日                     | 花園     | 藤原寧子（廣義門院）     | 西園寺公衡女、後伏見天皇女御 光厳天皇、光明天皇之生母                  | 同日院号宣下                                                             |
| 應長元(1311)年8月10日                    | 花園     | 延子内親王（延明門院）   | 伏見天皇皇女                                                           | 正和4(1315)年院号宣下                                                    |
| 元應2(1320)年2月26日                     | 後醍醐   | 藤原頊子（萬秋門院）     | 一條實經女、後宇多天皇後宮                                             | 同日院号宣下                                                             |
| 元應2(1320)年8月23日                     | 後醍醐   | 㛹子内親王（壽成門院）   | 後二條天皇皇女                                                         | 同日院号宣下                                                             |
| 正中3(1326)年2月7日                      | 後醍醐   | 藤原季子（顯親門院）     | 洞院實雄女、伏見天皇後宮 花園天皇之生母                                | 同日院号宣下                                                             |
| 嘉暦3(1328)年1月30日                     | 後醍醐   | 尊珍法親王               | 亀山天皇皇子、聖護院門跡                                               |                                                                          |
| 元弘元/元徳3(1331)年1月12日              | 後醍醐   | 懽子内親王（宣政門院）   | 後醍醐天皇皇女、光厳天皇後宮                                           | 建武2(1335)年院号宣下                                                    |
| 時期不明                                 | ?        | 欣子内親王               | 後醍醐天皇皇女                                                         | 前田本《日本帝皇系图》、《作者部类》等有准三后的注解，在实录中为参考附记 |
| 元弘元/元徳3(1331)年10月25日             | 光嚴     | 禖子内親王（崇明門院）   | 後宇多天皇皇女、邦良親王妃                                             | 同日院号宣下                                                             |
| 元弘2/正慶元(1332)年12月13日             | 光嚴     | 藤原實子（宣光門院）     | 正親町實明女、洞院公守養女、花園天皇後宮、崇光天皇皇太子直仁親王之生母 | 延元3/建武5(1338)年院号宣下                                              |
| 建武2(1335)年4月26日                     | 後醍醐   | 藤原廉子（新待賢門院）   | 阿野公廉女、洞院公賢養女、後醍醐天皇後宮、後村上天皇之生母             | 正平6/観應2(1351)年以前に皇太后宣下 正平6/観應2(1351)年院号宣下          |
| 延元元/建武3(1336)年4月2日               | 後醍醐   | 璜子内親王（章徳門院）   | 後伏見天皇皇女                                                         | 同日院号宣下                                                             |
| 延元元/建武3(1336)年1月28日              | 光明     | 道昭                     | 一條家經子嗣、常住院門跡                                               |                                                                          |
| 延元2/建武4(1337)年2月7日                | 光明     | 壽子内親王（徽安門院）   | 花園天皇皇女、光厳天皇後宮                                             | 同日院号宣下                                                             |
| 時期不明                                 | ?        | 良玄                     | 懐良親王王子、一乘院門跡                                               | *出身有各种说法，但在实录中是怀良亲王之子 二條良基之猶子                 |
| 時期不明                                 | ?        | 尊興                     | 常磐井宮満仁親王王子、勸修寺門跡                                       |                                                                          |
| 時期不明                                 | ?        | 義桓（義祖）             | 常磐井宮全明親王王子、實相院門跡                                       |                                                                          |
| 正平6/観應2(1351)年11月                  | 後村上   | 北畠親房                 | 北畠師重子嗣、大納言、後村上天皇皇后之父、後龜山天皇皇后祖父           |                                                                          |
| 正平7/文和元(1352)年10月29日             | 後光嚴   | 藤原秀子（陽禄門院）     | 三條公秀女、光厳天皇典侍 崇光天皇、後光厳天皇之生母                    | 同日院号宣下                                                             |
| 時期不明（文中3/應安7(1374)年以前）      | 後光嚴   | 治子内親王               | 後光厳天皇皇女                                                         |                                                                          |
| 天授2/永和2(1376)年1月1日                | 後圓融   | 二條良基                 | 二條道平子嗣、前関白左大臣                                             |                                                                          |
| 天授6/康暦2(1380)年1月28日               | 後圓融   | 紀仲子（崇賢門院）       | 紀通清女、後光厳天皇典侍 後圓融天皇之生母                              | 弘和3/永徳3(1383)年院号宣下                                              |
| 弘和3/永徳3(1383)年6月26日               | 後小松   | 足利義満                 | 足利義詮子嗣、室町幕府三代将軍                                         |                                                                          |
| 元中7/明徳元(1390)年12月24日             | 後小松   | 良瑜（静助）             | 二條兼基子嗣、實相院                                                   |                                                                          |
| 應永2(1395)年4月9日                      | 後小松   | 藤原嚴子（通陽門院）     | 三條公忠女、後圓融天皇後宮 後小松天皇之生母                            | 應永3(1396)年院号宣下                                                    |
| 應永13(1406)年12月27日                   | 後小松   | 藤原康子（北山院）       | 日野資康女、足利義満妻室 後小松天皇准母                                | 應永14(1407)年院号宣下                                                   |
| 時期不明                                 | ?        | 道意                     | 二條良基子嗣、聖護院門跡                                               |                                                                          |
| 應永19(1412)年4月16日                    | 後小松   | 法尊                     | 足利義満子嗣、仁和寺門跡                                               |                                                                          |
| 應永21(1414)年5月22日                    | 稱光     | 義圓                     | 足利義満子嗣、青蓮院門跡                                               |                                                                          |
| 應永21(1414)年8月9日                     | 稱光     | 義昭                     | 足利義満子嗣、大覚寺門跡                                               |                                                                          |
| 應永22(1415)年11月28日                   | 稱光     | 一條經嗣                 | 二條良基子嗣、関白前左大臣                                             |                                                                          |
| 應永27(1420)年11月20日                   | 稱光     | 桓教                     | 二條良基子嗣、實乘院                                                   |                                                                          |
| 應永29(1422)年12月8日                    | 稱光     | 満意                     | 二條良基子嗣、聖護院門跡                                               |                                                                          |
| 應永32(1425)年7月29日                    | 稱光     | 藤原資子（光範門院）     | 日野西資國女、日野資教養女、後小松天皇典侍、稱光天皇之生母             | 同日院号宣下                                                             |
| 應永35(1428)年4月20日                    | 稱光     | 満濟                     | 藤原師冬子嗣、三宝院門跡                                               |                                                                          |
| 永享元(1429)年12月15日                   | 後花園   | 通尊（尊經）             | 九條經教子嗣、常住院門跡                                               |                                                                          |
| 永享2(1430)年                            | 後花園   | 持辨                     | 足利満詮子嗣、浄土寺門跡                                               |                                                                          |
| 時期不明                                 | ?        | 良昭                     | 近衞道嗣子嗣、一乘院門跡                                               |                                                                          |
| 時期不明                                 | ?        | 増詮（義運）             | 足利満詮子嗣、實相院門跡                                               |                                                                          |
| 嘉吉元(1441)年8月30日                    | 後花園   | 義承                     | 足利義満子嗣、梶井門跡                                                 |                                                                          |
| 嘉吉2(1442)年6月17日                     | 後花園   | 増運                     | 近衞房嗣子嗣、實相院門跡                                               |                                                                          |
| 文安元(1444)年4月26日                    | 後花園   | 源幸子（敷政門院）       | 庭田經有女、伏見宮貞成親王妻室 後花園天皇之生母                        | 文安5(1448)年院号宣下                                                    |
| 文安5(1448)年12月26日                    | 後花園   | 義賢                     | 足利満詮子嗣、三宝院門跡                                               |                                                                          |
| 宝徳元(1449)年9月26日                    | 後花園   | 祐嚴                     | 一條經嗣子嗣、随心院門跡                                               |                                                                          |
| 享徳2(1453)年6月26日                     | 後花園   | 一條兼良                 | 一條經嗣子嗣、前関白太政大臣                                           |                                                                          |
| 享徳2(1453)年9月10日                     | 後花園   | 承道法親王               | 木寺宮世平王王子、仁和寺御室                                           |                                                                          |
| 長禄4(1460)年6月5日（追贈）              | 後花園   | 良什                     | 一條經嗣子嗣、曼殊院門跡                                               |                                                                          |
| 時期不明                                 | ?        | 靜覺入道親王             | 木寺宮邦康親王王子、仁和寺御室                                         | 《诸门迹谱》上有准三后的注解。                                           |
| 寛正5(1464)年11月28日                    | 後土御門 | 足利義政                 | 足利義教子嗣、室町幕府八代将軍                                         |                                                                          |
| 寛正6(1465)年12月7日                     | 後土御門 | 道興                     | 近衞房嗣子嗣、聖護院門跡                                               |                                                                          |
| 文明元(1469)年                           | 後土御門 | 經覺                     | 衣笠經平子嗣、大乗院門跡                                               |                                                                          |
| 文明2(1470)年                            | 後土御門 | 尊應                     | 二條持基子嗣、青蓮院門跡                                               |                                                                          |
| 文明3(1471)年閏8月10日                   | 後土御門 | 藤原信子（嘉樂門院）     | 藤原孝長女、大炊御門信宗養女、後花園天皇後宮、後土御門天皇之生母       | 文明13(1481)年院号宣下                                                   |
| 文明6(1474)年10月5日                     | 後土御門 | 性深                     | 鷹司房平子嗣、大覚寺門跡                                               |                                                                          |
| 文明8(1476)年4月28日                     | 後土御門 | 教覺                     | 徳大寺實盛子嗣、妙法院門跡                                             |                                                                          |
| 文明13(1481)年11月23日                   | 後土御門 | 嚴寶                     | 一條兼良子嗣、随心院門跡                                               |                                                                          |
| 長享3(1489)年4月5日                      | 後土御門 | 二條持通                 | 二條持基子嗣、前関白太政大臣                                           |                                                                          |
| 延徳2(1490)年7月5日                      | 後土御門 | 足利義視                 | 足利義教子嗣、前大納言                                                 |                                                                          |
| 延徳3(1491)年11月28日                    | 後土御門 | 九條政基                 | 九條満教子嗣、前関白左大臣                                             |                                                                          |
| 明應元(1492)年7月20日                    | 後土御門 | 源朝子                   | 庭田長賢女、後土御門天皇典侍 後柏原天皇之生母                          |                                                                          |
| 明應6(1497)年4月16日                     | 後土御門 | 近衞政家                 | 近衞房嗣子嗣、前関白太政大臣                                           |                                                                          |
| 永正15(1518)年12月28日                   | 後柏原   | 性守                     | 二條政嗣子嗣、大覚寺門跡                                               |                                                                          |
| 永正16(1519)年10月10日                   | 後柏原   | 近衞尚通                 | 近衞政家子嗣、前関白太政大臣                                           |                                                                          |
| 時期不明                                 | ?        | 忠嚴                     | 九條政忠子嗣、随心院門跡                                               |                                                                          |
| 大永6(1526)年5月20日                     | 後奈良   | 藤原藤子（豐樂門院）     | 勸修寺教秀女、後柏原天皇典侍 後奈良天皇之生母                          | 天文4(1535)年院号宣下                                                    |
| 天文2(1533)年2月5日                      | 後奈良   | 二條尹房                 | 二條尚基子嗣、前関白左大臣                                             |                                                                          |
| 天文4(1535)年12月4日                     | 後奈良   | 近衞植家                 | 近衞尚通子嗣、前関白、左大臣                                           |                                                                          |
| 天文8(1539)年4月14日                     | 後奈良   | 義俊（禅意）             | 近衞尚通子嗣、大覚寺門跡                                               |                                                                          |
| 天文10(1541)年5月13日                    | 後奈良   | 道増                     | 近衞尚通子嗣、聖護院門跡                                               |                                                                          |
| 天文11(1542)年1月7日                     | 後奈良   | 鷹司兼輔                 | 鷹司政平子嗣、前関白左大臣                                             |                                                                          |
| 天文20(1551)年9月3日                     | 後奈良   | 一條房通                 | 一條冬良子嗣、前関白左大臣                                             |                                                                          |
| 弘治3(1557)年8月28日                     | 後奈良   | 覺恕                     | 後奈良天皇皇子、曼殊院門跡                                             |                                                                          |
| 永禄9(1566)年12月24日                    | 正親町   | 二條晴良                 | 二條尹房子嗣、前関白左大臣                                             |                                                                          |
| 元亀2(1571)年11月10日                    | 正親町   | 聖信                     | 一條房通子嗣、勸修寺門跡                                               |                                                                          |
| 天正6(1578)年1月20日                     | 正親町   | 近衞前久                 | 近衞植家子嗣、前関白左大臣                                             |                                                                          |
| 天正9(1581)年（追贈）                    | 正親町   | 藤原房子                 | 萬里小路秀房女、正親町天皇典侍 陽光院誠仁親王之生母                    |                                                                          |
| 時期不明                                 | ?        | 道澄                     | 近衞植家子嗣、聖護院門跡                                               |                                                                          |
| 天正13(1585)年7月12日                    | 正親町   | 義演                     | 二條晴良子嗣、三宝院門跡                                               |                                                                          |
| 天正14(1586)年11月13日                   | 後陽成   | 光佐                     | 本願寺證如子嗣、本願寺11世                                             |                                                                          |
| 天正14(1586)年11月20日                   | 後陽成   | 藤原晴子（新上東門院）   | 勸修寺晴右女、陽光院誠仁親王妃 後陽成天皇之生母                        | 慶長5(1600)年院号宣下                                                    |
| 天正16(1588)年1月13日                    | 後陽成   | 足利義昭                 | 足利義晴子嗣、室町幕府十五代将軍                                       |                                                                          |
| 天正16(1588)年2月18日                    | 後陽成   | 九條兼孝                 | 二條晴良子嗣、前関白左大臣                                             |                                                                          |
| 慶長3(1598)年7月16日                     | 後陽成   | 尊勢                     | 近衞前久子嗣、一乘院門跡                                               |                                                                          |
| 慶長10(1605)年8月24日                    | 後陽成   | 二條昭實                 | 二條晴良子嗣、前関白左大臣                                             |                                                                          |
| 慶長10(1605)年8月28日                    | 後陽成   | 近衞信尹                 | 近衞前久子嗣、関白前左大臣                                             |                                                                          |
| 元和6(1620)年6月2日                      | 後水尾   | 藤原前子（中和門院）     | 近衞前久女、豊臣秀吉養女、後陽成天皇女御、後水尾天皇之生母             | 同日院号宣下                                                             |
| 寛永6(1629)年10月29日                    | 後水尾   | 清子内親王               | 後陽成天皇皇女、鷹司信尚妻室                                           | 降嫁没有記載在实录                                                       |
| 承應3(1654)年8月18日                     | 後光明   | 藤原光子（壬生院）       | 園基任女、後水尾天皇後宮 後光明天皇之生母                              | 同日院号宣下                                                             |
| 延宝5(1677)年7月5日                      | 靈元     | 藤原國子（新廣義門院）   | 園基音女、後水尾天皇後宮 靈元天皇之生母                                | 同日院号宣下                                                             |
| 天和2(1682)年12月7日                     | 靈元     | 藤原房子（新上西門院）   | 鷹司教平女、靈元天皇皇后                                               | 天和3(1683)年立后 貞享4(1687)年院号宣下                                  |
| 貞享2(1685)年5月17日                     | 靈元     | 藤原隆子（逢春門院）     | 櫛笥隆致女、後水尾天皇掌侍 後西天皇之生母                              | 同日院号宣下                                                             |
| 元禄2(1689)年1月29日                     | 東山     | 藤原宗子（敬法門院）     | 松木宗條女、靈元天皇典侍 東山天皇之生母                                | 正徳元(1711)年院号宣下                                                   |
| 元禄5(1692)年6月11日                     | 東山     | 公海                     | 花山院忠長子嗣、輪王寺門跡                                             |                                                                          |
| 宝永4(1707)年5月3日                      | 東山     | 幸子女王（承秋門院）     | 有栖川宮幸仁親王女、東山天皇皇后                                       | 宝永5(1708)年立后 宝永7(1710)年院号宣下                                  |
| 宝永4(1707)年11月6日                     | 東山     | 公辨法親王               | 後西天皇皇子、輪王寺宮                                                 |                                                                          |
| 宝永7(1710)年3月26日（追贈）             | 中御門   | 藤原賀子（新崇賢門院）   | 櫛笥隆賀女、東山天皇典侍 中御門天皇之生母                              | 同日院号宣下                                                             |
| 享保5(1720)年1月20日                     | 中御門   | 藤原尚子（新中和門院）   | 近衞家煕女、中御門天皇女御 櫻町天皇之生母                              | 同日院号宣下                                                             |
| 享保10(1725)年6月26日                    | 中御門   | 孝子内親王（禮成門院）   | 後光明天皇皇女                                                         | 同日院号宣下                                                             |
| 享保10(1725)年12月21日                   | 中御門   | 近衞家煕                 | 近衞基煕子嗣、前摄政太政大臣                                           |                                                                          |
| 享保16(1731)年8月27日                    | 中御門   | 公寛入道親王             | 東山天皇皇子、輪王寺宮                                                 |                                                                          |
| 元文2(1737)年8月16日                     | 櫻町     | 近衞家久                 | 近衞家煕子嗣、前関白太政大臣                                           |                                                                          |
| 元文5(1740)年5月27日                     | 櫻町     | 藤原舍子（青綺門院）     | 二條吉忠女、櫻町天皇女御 後櫻町天皇之生母                              | 延享4(1747)年皇太后宣下 寛延3(1750)年院号宣下                            |
| 寛延2(1749)年7月13日                     | 桃園     | 公遵入道親王             | 中御門天皇皇子、輪王寺宮                                               |                                                                          |
| 寛延4(1751)年7月29日                     | 桃園     | 一條兼香                 | 一條兼輝子嗣、前関白、太政大臣                                         |                                                                          |
| 宝暦9(1759)年3月21日                     | 桃園     | 藤原富子（恭禮門院）     | 一條兼香女、桃園天皇女御 後桃園天皇之生母                              | 明和8(1771)年皇太后宣下、院号宣下                                        |
| 明和6(1769)年8月2日（追贈）              | 後櫻町   | 二條吉忠                 | 二條綱平子嗣、前関白左大臣                                             |                                                                          |
| 明和6(1769)年9月4日                      | 後櫻町   | 一條道香                 | 一條兼香子嗣、前関白左大臣                                             |                                                                          |
| 安永6(1777)年12月18日                    | 後桃園   | 近衞内前                 | 近衞家久子嗣、関白太政大臣                                             |                                                                          |
| 安永8(1779)年6月3日                      | 後桃園   | 藤原維子（盛化門院）     | 近衞内前女、後桃園天皇女御                                             | 安永10(1781)年皇太后宣下 天明3(1783)年院号宣下                           |
| 天明7(1787)年9月18日                     | 光格     | 九條尚實                 | 九條輔實子嗣、前関白太政大臣                                           |                                                                          |
| 天明8(1788)年4月7日                      | 光格     | 忠誉入道親王             | 中御門天皇皇子、聖護院門跡                                             |                                                                          |
| 寛政5(1793)年12月24日                    | 光格     | 欣子内親王（新清和院）   | 後桃園天皇皇女、光格天皇皇后 仁孝天皇養母                              | 寛政6(1794)年立后 天保12(1841)年院号宣下                                 |
| 文化5(1808)年7月2日                      | 光格     | 永皎女王                 | 中御門天皇皇女、大聖寺門跡                                             | 尼僧授准三宮唯一例 逝世之后宣下，但不是追赠                              |
| 文化12(1815)年2月17日                    | 光格     | 鷹司政熈                 | 鷹司輔平子嗣、前関白左大臣                                             |                                                                          |
| 文化13(1816)年閏8月13日                  | 光格     | 尊真入道親王             | 伏見宮貞建親王王子、青蓮院門跡                                         |                                                                          |
| 文政3(1820)年12月26日                    | 仁孝     | 藤原繋子（新皇嘉門院）   | 鷹司政熈女、仁孝天皇女御                                               | 文政6(1823)年院号宣下                                                    |
| 文政11(1828)年9月25日                    | 仁孝     | 一條忠良                 | 一條輝良子嗣、前関白左大臣                                             |                                                                          |
| 文政11(1828)年10月28日                   | 仁孝     | 舜仁入道親王（公猷親王） | 有栖川宮織仁親王王子、輪王寺宮                                         |                                                                          |
| 文政13(1830)年5月22日                    | 仁孝     | 藤原祺子（新朔平門院）   | 鷹司政熈女、鷹司政通養女、仁孝天皇女御、孝明天皇養母                   | 弘化4(1847)年皇太后宣下、院号宣下                                        |
| 文政13(1830)年11月21日                   | 仁孝     | 盈仁入道親王             | 閑院宮典仁親王王子、聖護院門跡                                         | 逝世之后宣下，但不是追赠                                                 |
| 天保5(1834)年3月16日                     | 仁孝     | 高演                     | 鷹司輔平子嗣、三宝院門跡                                               |                                                                          |
| 天保15(1844)年2月13日（追贈）            | 仁孝     | 藤原婧子（東京極院）     | 勸修寺經逸女、光格天皇典侍 仁孝天皇之生母                              | 同日院号宣下                                                             |
| 嘉永3(1850)年2月27日                     | 孝明     | 藤原雅子（新待賢門院）   | 正親町實光女、仁孝天皇典侍 孝明天皇之生母                              | 同日院号宣下                                                             |
| 嘉永6(1853)年5月7日                      | 孝明     | 藤原夙子（英照皇太后）   | 九條尚忠女、孝明天皇女御 明治天皇嫡母                                  | 慶應4(1868)年皇太后宣下                                                  |
| 安政2(1855)年3月27日                     | 孝明     | 亮深                     | 近衞經煕子嗣、大覚寺門跡                                               |                                                                          |
| 安政3(1856)年8月8日                      | 孝明     | 鷹司政通                 | 鷹司政熈子嗣、前関白太政大臣                                           |                                                                          |
| 文久2(1862)年5月22日                     | 孝明     | 慈性入道親王             | 有栖川宮韶仁親王王子、輪王寺宮                                         |                                                                          |
| 文久3(1863)年10月28日                    | 孝明     | 増護                     | 二條治孝子嗣、随心院門跡                                               |                                                                          |
| 慶應2(1866)年4月22日                     | 孝明     | 淑子内親王（桂宮）       | 仁孝天皇皇女、桂宮家継承                                               |                                                                          |
| 明治元(1868)年9月18日                    | 明治     | 九條尚忠                 | 二條治孝子嗣、前関白左大臣                                             |                                                                          |